# رايموندو توريس
رايموندو توريس (بالإسبانية: Raymundo Torres)‏ (19 ديسمبر 1984 في المكسيك - ) هو لاعب كرة قدم مكسيكي في مركز الوسط. لعب مع أتلانتي إف سي وكلوب ليون ودورادوس سينالوا ونادي كوريكامينوس ‏ وAlacranes de Durango ‏ وVenados F.C. ‏ وطوروس نيزا وAlebrijes de Oaxaca ‏.

## وصلات خارجية
- رايموندو توريس على موقع قاعدة بيانات كرة القدم.إي يو (الإنجليزية)